# Cảng Quốc tế Tân Cảng - Cái Mép

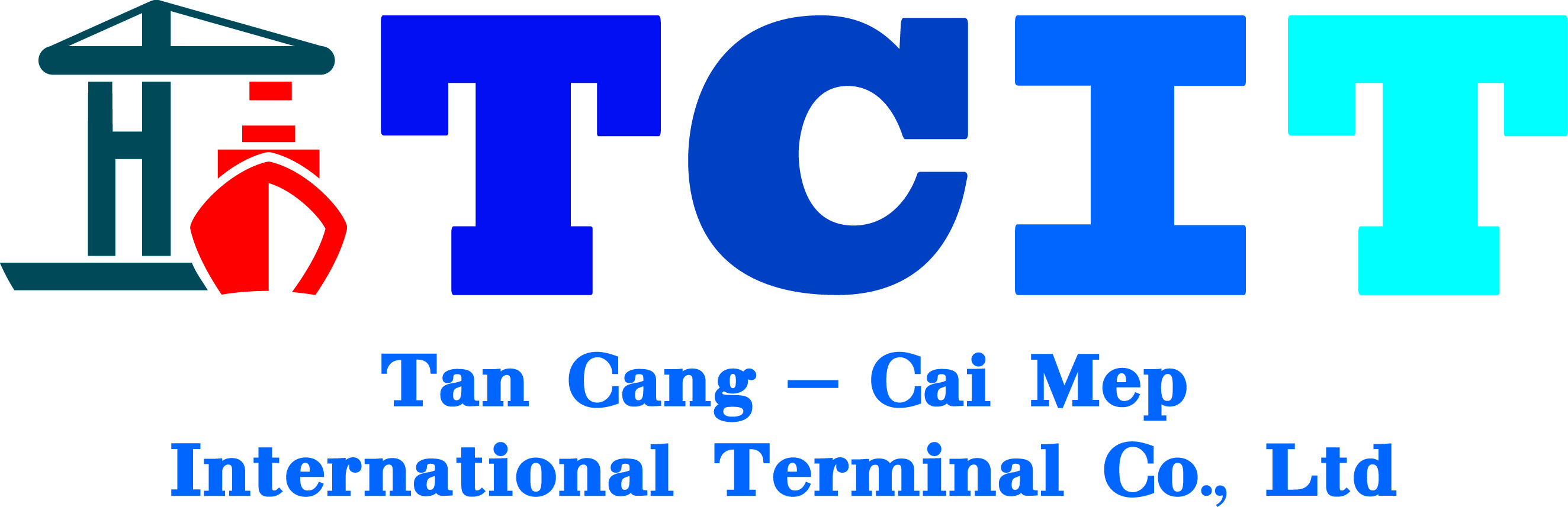
'Cảng Quốc tế Tân Cảng - Cái Mép (TCIT)''Loại hình: Công ty trách nhiệm hữu hạn
Ngành nghề: Khai thác Cảng Thành lập: 04 tháng 09 năm 2009
Trụ sở chính: Bà Rịa - Vũng Tàu Website: https://www.tcit.com.vn/

Cảng Quốc tế Tân Cảng - Cái Mép là một cảng container trong cụm Cảng Thị Vải - Cái Mép. Cảng do Công ty TNHH Cảng Quốc tế Tân Cảng - Cái Mép vận hành, là đơn vị liên doanh giữa Tổng công ty Tân Cảng Sài Gòn cùng với 03 hãng tàu là Mitsui O.S.K Lines (Nhật Bản), Hanjin (Hàn Quốc) và  Wan Hai Lines (Đài Loan). TCIT được cấp Giấy chứng nhận đầu tư lần đầu vào ngày 04 tháng 09 năm 2009 với vốn đầu tư của liên doanh gần 100 triệu USD tương đương 2.000 tỷ đồng với mục tiêu xây dựng, điều hành, kinh doanh một cảng container nước sâu đón các tàu có trọng tải lớn và cung cấp các dịch vụ khai thác cảng trung chuyển Quốc tế.

## Vị trí địa lý
Cảng này là một cảng nước sâu nằm dọc theo sông Thị Vải, cách luồng tàu chính yếu 18 hải lý, tiếp cận trực tiếp với luồng -14 m, có độ sâu tối thiểu dọc cầu cảng đạt -16.8m và vị trí xoay tàu rộng với đường kính 500m gần cảng. TCIT gần nơi hội tụ sản xuất ở miền Đông Nam Bộ, cách Thành phố Hồ Chí Minh khoảng 70km, được kết nối với các khu công nghiệp ở Bà Rịa - Vũng Tàu, Đồng Nai, Bình Dương và các tỉnh khác bằng đường bộ là Tỉnh lộ 965 và Quốc lộ 51 cũng như đường sông. Cụ thể hơn, từ TCIT có thể đi bằng đường sông đến cảng Cát Lái, Tân Cảng - Hiệp Phước, Tân Cảng - Phú Hữu, Cảng Đồng Nai, Cảng Bình Dương; ICD Tân Cảng - Sóng Thần tại Bình Dương; ICD Tân Cảng - Long Bình tại Đồng Nai và các ICD khác tại khu vực Hồ Chí Minh như Tanamexco, Transimex, Sotrans, Sowaco, Phước Long và Phúc Long. Bên cạnh đó, đây còn là nơi trung chuyển hàng hóa từ Cái Mép đến các cảng thuộc khu vực miền Trung, miền Bắc và Campuchia.

## Quá trình hình thành và phát triển
- Tổng Công ty Tân Cảng Sài Gòn (SNP) được thành lập ngày 15/03/1989 theo quyết định 41/QĐ-BQP của Bộ trưởng Bộ Quốc phòng, tháng 12/2006, Công ty Tân Cảng Sài Gòn chuyển đổi sang hoạt động theo mô hình Công ty mẹ - Công ty con. Ngày 09/02/2010, Bộ trưởng Bộ Quốc phòng đã ký Quyết định số 418/QĐ-BQP chuyển Công ty Tân Cảng Sài Gòn thành Tổng Công ty Tân Cảng Sài Gòn.[4]

- Nằm trong chiến lược mở rộng thị trường, tăng thị phần và tạo thế chiến lược của Tân Cảng Sài Gòn, thực hiện chủ trương chỉ đạo của Bộ Quốc Phòng, Bộ Tự Lệnh Hải Quân và sự cho phép của Thủ tướng Chính Phủ, ngày 04 tháng 02 năm 2009 lễ ký kết hợp đồng liên doanh Cảng Quốc Tế Tân Cảng – Cái Mép đã diễn ra và TCIT trở thành mô hình liên doanh khai thác Cảng đầu tiên và duy nhất tại Việt Nam được Thủ tướng Chính phủ cho phép thí điểm triển khai với sự tham gia của 3 hãng tàu lớn trên thế giới[a] trong đó vốn nhà nước chiếm 36% (nhỏ hơn 50%).

- Ngày 02 tháng 09 năm 2009, Tân Cảng Sài Gòn đã tiến hành khởi công xây dựng Cảng Quốc tế Tân Cảng – Cái Mép (TCIT) với quy mô 590 m cầu tàu, tổng diện tích bãi và cầu tàu là 40 héc-ta.

- Ngày 04 tháng 09 năm 2009, Dự án được Ủy ban Nhân dân Tỉnh Bà Rịa – Vũng Tàu cấp Giấy chứng nhận đầu tư lần đầu.[b]

- Ngày 15 tháng 01 năm 2011, Cảng Quốc Tế Tân Cảng – Cái Mép đã đi vào hoạt động bằng sự kiện đón chuyến tàu đầu tiên mang tên MOL PRECISION của hãng tàu Mitsui O.S.K Lines cập cảng làm hàng, đánh dấu sự kết nối giữa Việt Nam và cảng Rotterdam (Hà Lan) và Le Harve (Pháp).[5]

- Ngày 16 tháng 03 năm 2011, lễ khai trương Cảng Tân Cảng – Cái Mép đã diễn ra tại tỉnh Bà Rịa – Vũng Tàu với quy mô ban đầu ban đầu gồm 02 cầu tàu với tổng chiều dài 590 mét, tổng diện tích 40 hectar; Hệ thống trang thiết bị của TCIT bao gồm: 06 cẩu giàn (Ship-to-Shore Cranes) tầm với 20 hàng, 20 cẩu bãi 6+1 (Rubber Tyre Gantry Cranes), 01 xe nâng hàng, 30 xe đầu kéo trung chuyển, 1080 ổ cắm lạnh. Đặc biệt TCIT được trang bị hệ thống phần mềm khai thác cảng hiện đại TopX (Terminal Operation Package System) được cung cấp bởi nhà phát triển phầm mềm RBS của Úc.

- Năm 2012 TCIT đã đạt được mức tăng trưởng 96% so với năm 2011, sản lượng lượng thông qua đạt 570.855 TEU chiếm gần 60% sản lượng thông qua toàn khu vực. Để đáp ứng nhu cầu của các hãng tàu và khách hàng cũng như để có thể đón 2 tàu cùng một lúc, TCIT và TCCT đã ký kết hợp đồng hợp tác với các điều khoản thuê cầu bến, phương tiện lẫn nhau khi có nhu cầu.

- Kể từ tháng 04/2014, TCIT ký hợp đồng hợp tác lâu dài cùng Cảng Tân Cảng – Cái Mép (TCCT) để khai thác tổng cộng 03 cầu tàu với tổng chiều dài 890m, 03 bến sà lan dài 270m, 36 ha bãi container với sức chứa lên đến 30.000 TEU cùng với hệ thống trang thiết bị. Cảng TCIT cùng với Cảng Tân Cảng – Cái Mép (TCCT), Cảng Tân Cảng - Cái Mép Thị Vải (TCTT) tạo thành Cụm cảng container liên hoàn trong hệ thống cảng của Tổng Công ty Tân Cảng Sài Gòn tại Bà Rịa – Vũng Tàu với tổng diện tích 108 héc-ta bãi, gần 1.500m cầu tàu, mở rộng thêm các tuyến dịch vụ quốc tế có kết nối qua cụm cảng Cái Mép.

- Năm 2016 là năm đầu tiên sau 06 năm hoạt động khai thác cảng, TCIT đã vượt mốc 1 triệu TEU sản lượng tàu mẹ được xếp dỡ tại Cảng trong năm vào ngày 28 tháng 11 và sản lượng trong năm tăng gấp 4 lần so với năm đầu tiên đi vào hoạt động.[6]

- Trong năm 2018, TCIT tiếp nhận thành công 525 tàu mẹ trong đó bao gồm 30 lượt tàu có sức chở lên đến 14.000 TEU, sản lượng thông qua tại TCIT đã vượt mốc 1,5 triệu TEU vào ngày 07 tháng 12 năm 2018. Tổng sản lượng trong năm đạt 1,63 triệu TEU, chiếm hơn 55% thị phần khu vực cảng Cái Mép - Thị Vải, tăng hơn 5 lần so với năm đầu tiên đi vào hoạt động.[7]

- Năm 2019, TCIT đã liên tục thiết lập và phá vỡ các kỷ lục trong ngành khai thác cảng biển Việt Nam. Ngày 28/02/2019, TCIT đã thiết lập kỷ lục xếp dỡ mới trong ngành khai thác cảng Việt Nam với năng suất xếp dỡ 207,36 container/giờ khi làm hàng cho tàu EXPRESS BERLIN thuộc tuyến dịch vụ FE5 (tuyến dịch vụ kết nối Việt Nam - Châu Âu). Tiếp đến ngày 02/03/2019, TCIT đạt mốc kỷ lục về sản lượng xếp dỡ trên 01 tàu container khi tiếp nhận tàu NYK SWAN với mức sản lượng xếp dỡ 9.947 TEU. Tháng 10/2019, TCIT đã đầu tư thêm các trang thiết bị hiện đại bao gồm 01 cẩu bờ hiện đại có tầm với 24 hàng, nâng số cẩu bờ lên 10 cẩu, 02 cẩu bãi nâng số lượng cẩu bãi lên 22 cẩu, 10 xe đầu kéo và 02 xe nâng cùng nhiều trang thiết bị khác nhằm nâng cao năng suất giải phóng tàu, mở rộng quy mô, tăng công suất khai thác lên 2.500.000 TEU/ năm.[8][9]

- Trong năm 2020, sản lượng thông qua TCIT đạt gần 2,1 triệu TEU, tăng 7% so với năm 2019, tăng 6,2 lần so với năm đầu tiên đi vào hoạt động, chiếm 48% tổng thị phần cảng container nước sâu khu vực Cái Mép – Thị Vải. Bên cạnh đó, TCIT còn đoạt giải thưởng Cảng xanh 2020 của Hội đồng Mạng lưới Dịch vụ Cảng APEC (APSN), trở thành Cảng thứ 2 của Việt Nam sau cảng Tân Cảng Cát Lái nhận được danh hiệu này.[10][11]

- Năm 2021, TCIT thiết lập kỷ lục mới về sản lượng xếp dỡ tàu mẹ tại Việt Nam khi tiếp nhận tàu mẹ MONACO BRIDGE với mức sản lượng xếp dỡ là 15.615 TEU. Đây cũng là mức sản lượng xếp dỡ trên một tàu mẹ cao nhất của Việt Nam từ trước đến nay, liên tục khẳng định, nâng tầm vị thế của ngành cảng biển Việt Nam nói chung và khu vực cảng nước sâu Cái Mép – Thị Vải cũng như cảng TCIT nói riêng.[12]
- Ngày 20/3/2021, đồng chí Nguyễn Xuân Phúc, Ủy viên Bộ Chính trị, Thủ tướng Chính phủ đã đến thăm và làm việc tại Công ty TNHH Cảng quốc tế Tân Cảng - Cái Mép (TCIT). Đoàn công tác còn có Phó thủ tướng Thường trực Trương Hòa Bình và các đồng chí Ủy viên Trung ương Đảng: Nguyễn Văn Thể, Bộ trưởng Bộ Giao thông vận tải; Phó Đô đốc Phạm Hoài Nam, Thứ trưởng Bộ Quốc phòng; Phạm Viết Thanh, Bí thư Tỉnh ủy Bà Rịa - Vũng Tàu. [13]
- Chiều 13/2/2024 (mùng 4 tết), tại thị xã Phú Mỹ, tỉnh Bà Rịa - Vũng Tàu, đồng chí Phạm Minh Chính, Ủy viên Bộ Chính trị, Thủ tướng Chính phủ nước CHXHCN Việt Nam và đoàn công tác của Chính phủ dự lễ đón tàu quốc tế và phát lệnh làm hàng đầu năm tại cảng Quốc tế Tân Cảng - Cái Mép (TCIT), thuộc Tổng Công ty Tân Cảng Sài Gòn, Quân chủng Hải Quân. Cùng tham dự có các đồng chí Ủy viên Trung ương Đảng: Trần Hồng Hà, Phó Thủ tướng Chính phủ; Trần Văn Sơn, Bộ trưởng - Chủ nhiệm Văn phòng Chính phủ; Nguyễn Văn Thắng, Bộ trưởng Bộ Giao thông vận tải; Phạm Viết Thanh, Bí thư Tỉnh ủy tỉnh Bà Rịa - Vũng Tàu; Trung tướng Lê Quốc Hùng, Thứ trưởng Bộ Công an.[14]